# イソニペコチン酸
イソニペコチン酸(isonipecotic acid)は、GABAA受容体部分作動薬の一つで、化学式がC6H11NO2の複素環式化合物である。
ピペリジンの4位にカルボキシル基が置換した構造のため4-ピペリジンカルボン酸とも呼ばれる。